# Shōan
Shōan (japanisch 正安) ist eine japanische Ära (Nengō) von Mai 1299 bis Dezember 1302 nach dem gregorianischen Kalender. Der vorhergehende Äraname ist Einin, die nachfolgende Ära heißt Kengen. Die Ära fällt in die Regierungszeit des Kaisers (Tennō) Go-Fushimi.
Der erste Tag der Shōan-Ära entspricht dem 25. Mai 1299, der letzte Tag war der 9. Dezember 1302. Die Shōan-Ära dauerte vier Jahre oder 1294 Tage.

## Ereignisse
- 1301 Go-Nijō wird Tennō